# Domingo Bárcenas
Domingo Bárcenas González (Salamanca, 18 marzo 1927 – Cercedilla, 15 marzo 2000) è stato un cestista, pallamanista e allenatore di pallamano spagnolo.
È stato presidente della Real Federación Española de Balonmano dal 1992 al 1996.

## Carriera
Con la Spagna ha disputato i Campionati mondiali del 1950.

## Palmarès
- Copa del Rey: 1

Real Madrid: 1952